# 王雲蕗
王 雲蕗（おう うんろ、繁体中国語: 王 雲蕗、ラテン文字転写: Yunlu Wang、1996年5月20日 - ）は、中国の女子バレーボール選手である。中華人民共和国代表。

## 来歴

### クラブチーム
四川省出身。2014年、八一女子排球へ入団。2014/15シーズンの中国スーパーリーグで優勝、2016年のアジアクラブ選手権で準優勝した。2021年、北京汽车排球俱樂部へ移籍した。

### 代表チーム
アンダーカテゴリーの代表として2011年、U-19世界選手権で銀メダルを獲得した。2013年、U-19世界選手権で金メダルを獲得し、自身はベストアウトサイドヒッター賞を受賞した。2015年にシニア代表へ初選出され、同年のエリツィン大統領杯でデビュー。7月に開催されたワールドグランプリに出場し4位となった。2017年、ワールドグランプリに出場した。2022年、5年ぶりに代表復帰し、同年9-10月にオランダで開催された世界選手権に出場した。2023年7月のネーションズリーグで銀メダルを獲得した。

## 受賞歴
- 2013年 - U-19世界選手権 ベストアウトサイドヒッター賞

## 所属クラブ
- 八一女子排球（2014-2020年）
- 北京汽车排球俱樂部（2021-2024年）
- ディナモ・モスクワ（2024年-）